# Страсти по Матфею (балет)
«Стра́сти по Матфе́ю» (нем. Matthäus-Passion) — балет Джона Ноймайера на музыку духовной оратории Иоганна Себастьяна Баха «Страсти по Матфею» (1736), сценография, костюмы и световой дизайн — Джона Ноймайера. 
Фрагменты из ещё не оконченной постановки («Эскизы к Страстям по Матфею», нем. Skizzen zur Matthäus-Passion) впервые были представлены 13 ноября 1980 года в Гамбурге, в Церкви Святого Михаила в исполнении артистов Гамбургского балета. Сценическая премьера состоялась 25 июня 1981 года на сцене Гамбургской оперы. 
Монохромный спектакль решён в стилистике средневековой мистерии, многие мизансцены были заимствованы хореографом из религиозной живописи и скульптуры. Со дня премьеры и до 2005 года Ноймайер сам исполнял главную партию Иисуса Христа. Среди других первых исполнителей был танцовщик Иван Лишка. 
В октябре 2017 года спектакль исполнялся в Москве, в Концертном зале им. П. И. Чайковского в рамках 500-летия немецкой Реформации, в главной партии выступил танцовщик Марк Жюбет (Marc Jubete).